# Dušan Vlahović
Dušan Vlahović (serbisk: Душан Влаховић; født 28. januar 2000) er en serbisk professionel fodboldspiller, som spiller for Serie A-klubben Juventus og det serbiske landshold.

## Klubkarriere

### Partizan
Vlahović begyndte sin karriere hos Partizan, hvor han gjorde sin professionelle debut i februar 2016 i en alder af kun 16 år.

### Fiorentina
En aftale om Vlahović blev lavet med Fiorentina i juli 2017. Som del af aftalen skiftede han første til det italienske hold i januar 2018. Som resultat af administrative regler kunne han første registreres med førsteholdet i juli 2018, og måtte vente til den 25. september før han endeligt gjorde sin førsteholdsdebut for Fiorentina, hvorpå han blev den første spiller født i 2000erne til at spille for Fiorentina.
Vlahović havde i 2020-21 sæsonen sit store gennembrud, da han scorede 21 mål i Serie A sæsonen, og han blev herpå kåret til årets unge spiller i ligaen. Han forsatte sin imponerende form ind i den nye sæson, og var blandt de mest scorede spillere i Europa på tidspunktet.

### Juventus
Vlahović skiftede i januar 2022 til Juventus.

## Landsholdskarriere

### Ungdomslandshold
Vlahović har repræsenteret Serbien på flere ungdomslandshold.

### Seniorlandshold
Vlahović debuterede for Serbiens landshold den 11. oktober 2020.